# Hopton (Suffolk)
Hopton is een civil parish in het bestuurlijke gebied St. Edmundsbury, in het Engelse graafschap Suffolk. In 2001 telde het dorp 598 inwoners.